# Чернов, Иван Потапович

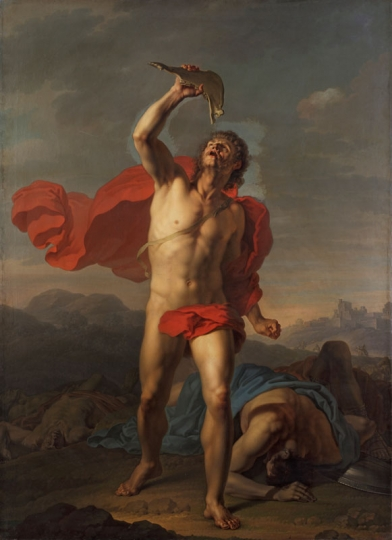
Самсон

Ива́н Пота́пович Черно́в (7 января 1768, Гдовский уезд — 11 августа 1817, Петербург) — отечественный живописец, академик исторической живописи.

## Биография
Обучался в Академии художеств под руководством П. Соколова и И. Акимова. С 28.4.1795 «назначенный» в академики, с 18.8.1800 академик живописи исторической Академии художеств. С 1803 учитель рисования при Академии художеств для учеников второго возраста. С 1804 выполнил для Казанского собора несколько икон. Известен своими работами для Казанского собора в Петербурге («Святой Сергий», «Обручение Марии с Иосифом»). Произведения Ивана Чернова находятся в Третьяковской галерее («Самсон, утоляющий жажду истекшею водою из челюсти, которою он побивал Филистимлян»), Русском музее («Возвращение блудного сына»).
Посвящён в масонство по рекомендации Д. Г. Левицкого в петербургской ложе «Умирающий сфинкс». Затем занимал в этой ложе ряд должностей, в том числе 2-го и 1-го надзирателя, наместного мастера. 9 марта 1809 года был принят в масонскую теоретическую степень А. Ф. Лабзиным. Секретарь теоретической степени в Петербурге, масонское орденское имя — Червон. Летом 1811 года посещал Н. И. Новикова в Тихвинском имении.
В 1812—1814 годах титулярный советник.